# Palais public de Saint-Marin

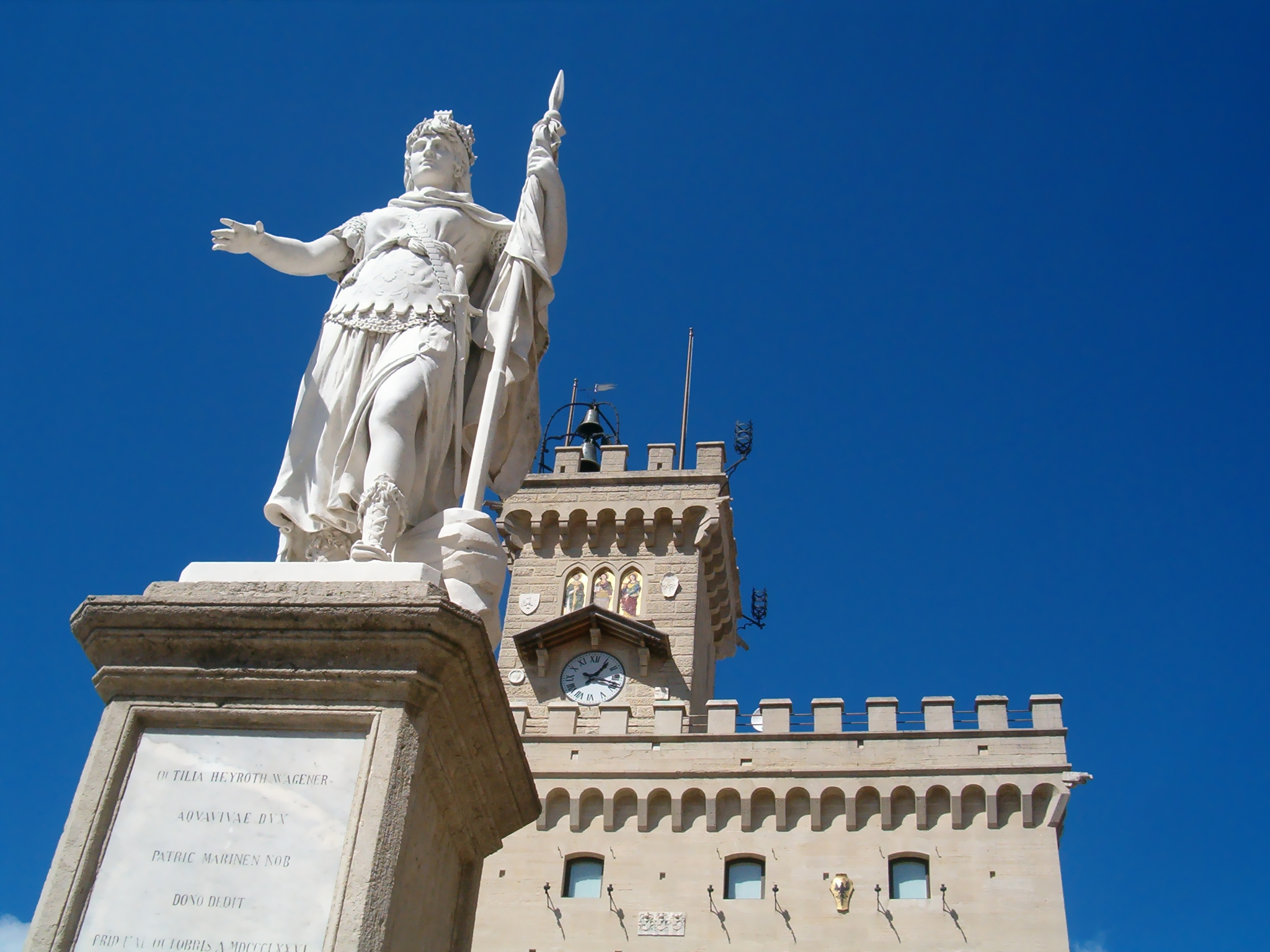
Statue de la Liberté, sur la place de la Liberté.

Le Palais public est l'hôtel de ville de Saint-Marin et également le siège du gouvernement. Il abrite les principaux organes institutionnels et administratifs de la République : les capitaines-régents, le Grand Conseil général, le Conseil des Douze et le Congrès d'État.

## Histoire
L'édifice actuel a été conçu par l'architecte romain Francesco Azzurri (it) et a été construit entre 1884 et 1894. Il remplace un ancien bâtiment appelé le Domus Magna Comunis.

## Structure
La conception générale est similaire au Palazzo Vecchio de Florence, mais à une échelle beaucoup plus petite.

## Réprésentations culturelles

### Numismatique
Le palais est représenté sur la face nationale des pièces de 2 euros de Saint-Marin de la 1re série.